# Od višine se zvrti
»Od višine se zvrti« je skladba skupine  Martin Krpan iz leta 1987. Avtor glasbe je Aleš Klinar, besedilo pa je napisal Vlado Kreslin.

## Snemanje
Producenta sta Tomaž Sršen in Dadi Kašnar. Posneto in zmiksano pa v studiu Metro. Skladba je izšla na njihovem istoimenskem albumu  Od višine se zvrti na kaseti in vinilki pri ZKP RTV Ljubljana.

## Zasedba

### Produkcija
- Aleš Klinar – glasba
- Vlado Kreslin – besedilo
- Martin Krpan – aranžma
- Tomaž Sršen – producent
- Dadi Kašnar – producent
- Iztok Černe – tonski snemalec

### Studijska izvedba
- Vlado Kreslin – solo vokal, akustična kitara, orglice
- Aleš Klinar – vokal
- Tomaž Sršen – bas kitara
- Dadi Kašnar – bobni
- Mark Čuček – električna kitara

## Priredbe
- 2002 – Vlado Kreslin ft. Siddharta
- 2012 – In & Out
- 2018 – Perpetuum Jazzile